# Ростовский морской торговый порт
Ростовский морской торговый порт — торговый порт, расположенный в городе Ростове-на-Дону.
Получил статус морского порта по Распоряжению Правительства РФ от 14 июля 2010 г. № 1160-р. Он может принимать суда под иностранными флагами, производить открытие и закрытие государственной границы. Порт располагает 56 причалами и причальной стенкой длиной 9 350,95 м, пропускная способность грузовых терминалов 17 917,2 тыс. тонн в год. Максимальные габариты судов, заходящих в порт (осадка, длина, ширина в метрах):
4,1/142/18. Общее количество стивидоров — 24. По грузообороту порт входит в десять-пятнадцать крупнейших морских портов России. Структурно он состоит из портовых сооружений, относящихся к АО «Ростовский порт», ООО «Ростовский универсальный порт» (РУП) и собственных причалов других компаний.

## История порта
Порт города Ростов-на-Дону был основан в 1750 году. Считается одним из старейших портов России, а также центром внешней торговли на юге страны.
Порт Ростова был преемником Темерницкого порта, быстро став важным перевалочным пунктом. Постоянно расширяя своё портовое хозяйство, увеличивая оборот грузов и торговых судов, порт способствовал развитию донского судоходства.
На Ростовский приходилась четверть российского экспорта железа, продовольствия, льняного холста, пеньки и парусины, импортировались вина, фрукты, орехи, шерсть, табак и красное дерево. В 1768 году было начато строительство верфи деревянного судостроения под руководством адмирала А. Н. Синявина.
В XIX веке порт Ростов становится главным экспортёром зерновых грузов в России. Рост грузооборота способствовал ускоренному развитию судоходства и судостроения на нижнем Дону. В это время в мире интенсивно развивается паровой флот, Ростов не отстаёт. В 1839 году в Ростовском порту начинается эра парового судоходства.
В начале XX века порт Ростов продолжает оставаться одним из важнейших портов Азово-Черноморского бассейна. Успешность грузооборота была обусловлена существованием транспортной развязки «железная дорога — река — море». В навигацию 1912 года общее количество судов посетивших порт составило 7 тыс. единиц, из них около 40 % — речных и 60 % — морских, грузооборот ― почти 3 млн тонн. В то время к порту были приписаны 176 судов. Обслуживанием в порту были заняты 102 судна. В разводку железнодорожного моста, тогда ещё поворотного, в том году прошло более 11 тыс. судов.
Значение порта Ростов возросло с введением в эксплуатацию Волго-Донского судоходного канала имени В. И. Ленина, а также созданием Единой глубоководной системы Европейской части РСФСР.
В конце XX века коренным образом изменилась номенклатура грузов и направление грузопотоков, а развитие бизнес-проектов потребовало новых портовых мощностей, обеспечивающих перевалку импортно-экспортных товаров различного назначения. В то время порт Ростов-на-Дону располагал тремя грузовыми терминалами, которые входили в состав единственного акционерного общества — ОАО «Ростовский порт». На сегодняшний день в порту работает 19 стивидорных компаний.

## Ростовский порт
Обладает четырьмя территориально независимыми грузовыми районами:
- 1-й грузовой район[7] (центральный грузовой район) — расположен в центральной части г. Ростова-на-Дону (на правом берегу реки Дон, в нахичеванской протоке),
- 2-й грузовой район[8] (Александровский ковш, на левом берегу Дона),
- 3-й грузовой район[9] (Ростовский ковш, на левом берегу Дона),
- 4-й грузовой район[10] (в Промзоне «Заречная», на левом берегу Дона).

Мощности АО «Ростовский порт» позволяют одновременно обрабатывать до 16 судов грузоподъёмностью до 5 тысяч тонн класса река-море следующих типов: Волго-Балт, Волго-Дон, Сормовский, Сибирский, Омский, Амур и другие, в том числе иностранные суда со сходными характеристиками и осадкой до 4 метров. Центральный грузовой район по генплану города Ростова-на-Дону планируется выводить из центра города.

## Ростовский универсальный порт
Ростовский универсальный порт состоит по проекту из трёх грузовых районов, расположенных на левом берегу р. Дон в промзоне «Заречная»:
- 1-й грузовой район,
- 2-й грузовой район,
- 3-й грузовой район (проектируется) — планируется соединить каналом и расширить старый карьер рядом с существующими грузовыми районами.

На 2014 год порт обладает контейнерным (доставка осуществляется еженедельной контейнерной линией по маршруту Ростов-на-Дону — Стамбул), угольным, зерновым и терминалом генеральных грузов, расположенными на площади 100 га, располагает 7 причалами с протяжённостью причальной стенки 1150 м, открытыми складскими площадками площадью 90 тыс. м².
Дальнейшее развитие и строительство 3-го грузового района позволит создать до 27 универсальных и специализированных причальных комплексов, увеличить площадь порта до 400 га. По постановлению Правительства Российской Федерации от 20.05.2008 г. № 377 инвестиционному проекту «Развитие МТЛУ „РУП“» присвоен статус общегосударственного значения. Кроме того проект включён в федеральную целевую программу «Развитие транспортной системы России» (2010—2015 гг. и до 2020 г.). Проектная мощность порта составит до 16 млн тонн в год.

## Другие причалы
Собственные причалы имеют ряд производственных компаний, использующиеся ими для транспортировки своих товаров:
- Маслоэкстракционный завод «Юг Руси» (промзона «Заречная», ул.1-я Луговая, д.7,9, 4 причала)
- Открытое акционерное общество «Новошахтинский завод нефтепродуктов» филиал «Ростовский» (промзона «Заречная», за Нижнегниловским мостом в сторону Азовского моря, 2 причала)
- ОАО «Астон» (промзона «Заречная», ул.1-я Луговая, д.3б, 2 причала)
- «Донской табак» (промзона «Заречная», ул.1-я Луговая, д.17 б, в, г, д, е, 3 причала)
- Каргил (промзона «Заречная»)
- ОАО «Ростовский-на-Дону комбинат хлебопродуктов» (Ростовский ковш, 2 причала)
- Ростовский судоремонтный завод «Прибой» (Ростовский ковш, 1 причал)
- Ростовский судоремонтный завод «Моряк» (промзона «Заречная», 2 причала)
- ООО «Ростовский зерновой терминал» (1 причал)
- ООО «Донской порт» (пер. Крестьянский, д. 2а, 2 причала; ул. Шоссейная, д.49А, 2 причала)
- ЗАО «Донстрой» (ул. Набережная, д.217, 1 причал)
- ООО ПКФ «Братья» (ул.1-я Луговая, д.19, 1 причал)
- ООО «Судоверфь Дон-Кассенс Аксай» (ул.13-я линия, д.93, 1 причал)
- ЗАО «РИФ» (ул.13-я линия, д.93, 1 причал)
- ООО «Ростовское судоходное товарищество» («Александровский ковш», 2 причала)
- ОАО ССРЗ «Мидель» (г. Аксай, ул. Набережная, д.199, 2 причала)
- ЗАО "Стивидорная компания «Международный Донской порт» (ул.1-я Луговая, д.42, 3 причала)
- ООО «Росмортранс-Терминал» (ул.1-я Луговая, д.48, 1 причал)

Панорама Ростовского морского торгового порта: слева — причалы «Юг Руси», «Астон», справа — 4-й грузовой район Ростовского порта и далее правее — РУП

## Грузооборот порта
| Год  | Импорт, млн.т. | Экспорт, млн.т. | Транзит, млн.т. | Каботаж, млн.т. | Всего без транзита, млн.т. | Всего без транзита динамика, % | Всего, млн.т. | Всего динамика, % | Примечание |
| ---- | -------------- | --------------- | --------------- | --------------- | -------------------------- | ------------------------------ | ------------- | ----------------- | ---------- |
| 2009 |                |                 |                 |                 | 6,166                      |                                |               |                   |            |
| 2010 |                |                 |                 |                 | 7,713                      | +25,09 ▲                       |               |                   |            |
| 2011 |                |                 |                 |                 | 10,4                       | +34,84 ▲                       |               |                   |            |
| 2012 |                |                 |                 |                 | 11,1                       | +6,7                           |               |                   |            |
| 2013 |                |                 |                 |                 | 10,8                       | −2,7 ▼                         |               |                   |            |
| 2014 |                |                 |                 |                 | 10,4                       | −4,5 ▼                         |               |                   |            |
| 2015 |                |                 |                 |                 | 11,6                       | +12,1 ▲                        |               |                   |            |
| 2016 |                |                 |                 |                 | 12,9                       | +11,4 ▲                        | 19,4          |                   |            |
| 2017 |                |                 |                 |                 | 14,9                       | +15,6 ▲                        | 21,614        | +11,41 ▲          |            |
| 2018 |                |                 |                 |                 | 16,7                       | +11,2 ▲                        | 24,1          | +11,5 ▲           |            |
| 2019 |                |                 |                 |                 | 15,99                      | +11,2 ▲                        | 22,95         | −4,74 ▼           |            |
| 2020 | 1,007          | 11,556          | 7,329           | 6,202           | 18,0                       | +11,0 ▲                        | 26,0          | +13,0 ▲           |            |
| 2021 | 0,685          | 11,325          | 6,376           | 3,473           | 15,483                     | -14,0 ▼                        | 21,859        | -15,0 ▼           |            |